# ATP World Tour 2013
ATP World Tour 2013 – sezon profesjonalnych męskich turniejów tenisowych organizowanych przez Association of Tennis Professionals w 2013 roku. ATP World Tour 2013 obejmuje turnieje wielkoszlemowe (organizowane przez International Tennis Federation), turnieje rangi ATP World Tour Masters 1000, ATP World Tour 500, ATP World Tour 250, zawody Pucharu Davisa (organizowane przez ITF) oraz ATP World Tour Finals.

## Klasyfikacja turniejów
| Wielki Szlem                |
| ATP World Tour Finals       |
| ATP World Tour Masters 1000 |
| ATP World Tour 500          |
| ATP World Tour 250          |

## Grudzień
| Data       | Turniej                                            | Zwycięzcy                             | Wynik            | Finaliści                     | Półfinaliści                  | Ćwierćfinaliści                                               |
| ---------- | -------------------------------------------------- | ------------------------------------- | ---------------- | ----------------------------- | ----------------------------- | ------------------------------------------------------------- |
| 31 grudnia | Qatar ExxonMobil Open Doha ATP World Tour 250      | Richard Gasquet                       | 3:6, 7:6(4), 6:3 | Nikołaj Dawydienko            | Daniel Brands David Ferrer    | Simone Bolelli Lukáš Lacko Paolo Lorenzi Gaël Monfils         |
| 31 grudnia | Qatar ExxonMobil Open Doha ATP World Tour 250      | Christopher Kas Philipp Kohlschreiber | 7:5, 6:4         | Julian Knowle Filip Polášek   | Daniel Brands David Ferrer    | Simone Bolelli Lukáš Lacko Paolo Lorenzi Gaël Monfils         |
| 31 grudnia | Aircel Chennai Open Ćennaj ATP World Tour 250      | Janko Tipsarević                      | 3:6, 6:1, 6:3    | Roberto Bautista-Agut         | Aljaž Bedene Benoît Paire     | Tomáš Berdych Marin Čilić Gō Soeda Stanislas Wawrinka         |
| 31 grudnia | Aircel Chennai Open Ćennaj ATP World Tour 250      | Benoît Paire Stanislas Wawrinka       | 6:2, 6:1         | Andre Begemann Martin Emmrich | Aljaž Bedene Benoît Paire     | Tomáš Berdych Marin Čilić Gō Soeda Stanislas Wawrinka         |
| 31 grudnia | Brisbane International Brisbane ATP World Tour 250 | Andy Murray                           | 7:6(0), 6:4      | Grigor Dimitrow               | Kei Nishikori Markos Pagdatis | Ołeksandr Dołhopołow Denis Istomin Jürgen Melzer Gilles Simon |
| 31 grudnia | Brisbane International Brisbane ATP World Tour 250 | Marcelo Melo Tommy Robredo            | 4:6, 6:1, 10-5   | Eric Butorac Paul Hanley      | Kei Nishikori Markos Pagdatis | Ołeksandr Dołhopołow Denis Istomin Jürgen Melzer Gilles Simon |

## Styczeń
| Data        | Turniej                                             | Zwycięzcy                  | Wynik                    | Finaliści                        | Półfinaliści                   | Ćwierćfinaliści                                                |
| ----------- | --------------------------------------------------- | -------------------------- | ------------------------ | -------------------------------- | ------------------------------ | -------------------------------------------------------------- |
| 7 stycznia  | Apia International Sydney Sydney ATP World Tour 250 | Bernard Tomic              | 6:3, 6:7(2), 6:3         | Kevin Anderson                   | Julien Benneteau Andreas Seppi | Marcel Granollers Ryan Harrison Denis Istomin Jarkko Nieminen  |
| 7 stycznia  | Apia International Sydney Sydney ATP World Tour 250 | Bob Bryan Mike Bryan       | 6:4, 6:4                 | Maks Mirny Horia Tecău           | Julien Benneteau Andreas Seppi | Marcel Granollers Ryan Harrison Denis Istomin Jarkko Nieminen  |
| 7 stycznia  | Heineken Open Auckland ATP World Tour 250           | David Ferrer               | 7:6(5), 6:1              | Philipp Kohlschreiber            | Gaël Monfils Sam Querrey       | Tommy Haas Lukáš Lacko Jesse Levine Xavier Malisse             |
| 7 stycznia  | Heineken Open Auckland ATP World Tour 250           | Colin Fleming Bruno Soares | 7:6(1), 7:6(2)           | Johan Brunström Frederik Nielsen | Gaël Monfils Sam Querrey       | Tommy Haas Lukáš Lacko Jesse Levine Xavier Malisse             |
| 14 stycznia | Australian Open Melbourne Wielki Szlem              | Novak Đoković              | 6:7(2), 7:6(3), 6:3, 6:2 | Andy Murray                      | Roger Federer David Ferrer     | Nicolás Almagro Tomáš Berdych Jérémy Chardy Jo-Wilfried Tsonga |
| 14 stycznia | Australian Open Melbourne Wielki Szlem              | Bob Bryan Mike Bryan       | 6:3, 6:4                 | Robin Haase Igor Sijsling        | Roger Federer David Ferrer     | Nicolás Almagro Tomáš Berdych Jérémy Chardy Jo-Wilfried Tsonga |

## Luty
| Data      | Turniej                                                                         | Zwycięzcy                       | Wynik               | Finaliści                              | Półfinaliści                        | Ćwierćfinaliści                                                     |
| --------- | ------------------------------------------------------------------------------- | ------------------------------- | ------------------- | -------------------------------------- | ----------------------------------- | ------------------------------------------------------------------- |
| 4 lutego  | Open Sud de France Montpellier ATP World Tour 250                               | Richard Gasquet                 | 6:2, 6:3            | Benoît Paire                           | Michaël Llodra Jarkko Nieminen      | Julien Benneteau Jan Hájek Gilles Simon Serhij Stachowski           |
| 4 lutego  | Open Sud de France Montpellier ATP World Tour 250                               | Marc Gicquel Michaël Llodra     | 6:3, 3:6, 11-9      | Johan Brunström Raven Klaasen          | Michaël Llodra Jarkko Nieminen      | Julien Benneteau Jan Hájek Gilles Simon Serhij Stachowski           |
| 4 lutego  | PBZ Zagreb Indoors Zagrzeb ATP World Tour 250                                   | Marin Čilić                     | 6:3, 6:1            | Jürgen Melzer                          | Robin Haase Michaił Jużny           | Ivan Dodig Blaž Kavčič Philipp Petzschner Lukáš Rosol               |
| 4 lutego  | PBZ Zagreb Indoors Zagrzeb ATP World Tour 250                                   | Julian Knowle Filip Polášek     | 6:3, 6:3            | Ivan Dodig Mate Pavić                  | Robin Haase Michaił Jużny           | Ivan Dodig Blaž Kavčič Philipp Petzschner Lukáš Rosol               |
| 4 lutego  | VTR Open Viña del Mar ATP World Tour 250                                        | Horacio Zeballos                | 6:7(2), 7:6(6), 6:4 | Rafael Nadal                           | Carlos Berlocq Jérémy Chardy        | Daniel Gimeno-Traver Paolo Lorenzi Albert Ramos Guillaume Rufin     |
| 4 lutego  | VTR Open Viña del Mar ATP World Tour 250                                        | Paolo Lorenzi Potito Starace    | 6:2, 6:4            | Juan Mónaco Rafael Nadal               | Carlos Berlocq Jérémy Chardy        | Daniel Gimeno-Traver Paolo Lorenzi Albert Ramos Guillaume Rufin     |
| 11 lutego | Brasil Open 2013 São Paulo ATP World Tour 250                                   | Rafael Nadal                    | 6:2, 6:3            | David Nalbandian                       | Martín Alund Simone Bolelli         | Nicolás Almagro Carlos Berlocq Albert Montañés Filippo Volandri     |
| 11 lutego | Brasil Open 2013 São Paulo ATP World Tour 250                                   | Alexander Peya Bruno Soares     | 6:7(5), 6:2, 10-7   | František Čermák Michal Mertiňák       | Martín Alund Simone Bolelli         | Nicolás Almagro Carlos Berlocq Albert Montañés Filippo Volandri     |
| 11 lutego | ABN AMRO World Tennis Tournament Rotterdam ATP World Tour 500                   | Juan Martín del Potro           | 7:6(2), 6:3         | Julien Benneteau                       | Grigor Dimitrow Gilles Simon        | Roger Federer Martin Kližan Jarkko Nieminen Markos Pagdatis         |
| 11 lutego | ABN AMRO World Tennis Tournament Rotterdam ATP World Tour 500                   | Robert Lindstedt Nenad Zimonjić | 5:7, 6:3, 10-8      | Thiemo de Bakker Jesse Huta Galung     | Grigor Dimitrow Gilles Simon        | Roger Federer Martin Kližan Jarkko Nieminen Markos Pagdatis         |
| 11 lutego | SAP Open San Jose ATP World Tour 250                                            | Milos Raonic                    | 6:4, 6:3            | Tommy Haas                             | John Isner Sam Querrey              | Alejandro Falla Denis Istomin Steve Johnson Xavier Malisse          |
| 11 lutego | SAP Open San Jose ATP World Tour 250                                            | Xavier Malisse Frank Moser      | 6:0, 6:7(5), 10-4   | Lleyton Hewitt Marinko Matošević       | John Isner Sam Querrey              | Alejandro Falla Denis Istomin Steve Johnson Xavier Malisse          |
| 18 lutego | Open 13 Marsylia ATP World Tour 250                                             | Jo-Wilfried Tsonga              | 3:6, 7:6(6), 6:4    | Tomáš Berdych                          | Gilles Simon Dmitrij Tursunow       | Juan Martín del Potro Jerzy Janowicz Gilles Müller Bernard Tomic    |
| 18 lutego | Open 13 Marsylia ATP World Tour 250                                             | Rohan Bopanna Colin Fleming     | 6:4, 7:6(3)         | Aisam-ul-Haq Qureshi Jean-Julien Rojer | Gilles Simon Dmitrij Tursunow       | Juan Martín del Potro Jerzy Janowicz Gilles Müller Bernard Tomic    |
| 18 lutego | U.S. National Indoor Tennis Championships Memphis ATP World Tour 500            | Kei Nishikori                   | 6:2, 6:3            | Feliciano López                        | Denis Istomin Marinko Matošević     | Marin Čilić Ołeksandr Dołhopołow Michael Russell Jack Sock          |
| 18 lutego | U.S. National Indoor Tennis Championships Memphis ATP World Tour 500            | Bob Bryan Mike Bryan            | 6:1, 6:2            | James Blake Jack Sock                  | Denis Istomin Marinko Matošević     | Marin Čilić Ołeksandr Dołhopołow Michael Russell Jack Sock          |
| 18 lutego | Copa Claro Buenos Aires ATP World Tour 250                                      | David Ferrer                    | 6:4, 3:6, 6:1       | Stanislas Wawrinka                     | Nicolás Almagro Tommy Robredo       | Federico Delbonis Fabio Fognini Albert Ramos Julian Reister         |
| 18 lutego | Copa Claro Buenos Aires ATP World Tour 250                                      | Simone Bolelli Fabio Fognini    | 6:3, 6:2            | Nicholas Monroe Simon Stadler          | Nicolás Almagro Tommy Robredo       | Federico Delbonis Fabio Fognini Albert Ramos Julian Reister         |
| 25 lutego | Abierto Mexicano Telcel Acapulco ATP World Tour 500                             | Rafael Nadal                    | 6:0, 6:2            | David Ferrer                           | Fabio Fognini Nicolás Almagro       | Paolo Lorenzi Santiago Giraldo Horacio Zeballos Leonardo Mayer      |
| 25 lutego | Abierto Mexicano Telcel Acapulco ATP World Tour 500                             | Łukasz Kubot David Marrero      | 7:5, 6:2            | Simone Bolelli Fabio Fognini           | Fabio Fognini Nicolás Almagro       | Paolo Lorenzi Santiago Giraldo Horacio Zeballos Leonardo Mayer      |
| 25 lutego | Dubai Duty Free Tennis Championships Dubaj ATP World Tour 500                   | Novak Đoković                   | 7:5, 6:3            | Tomáš Berdych                          | Juan Martín del Potro Roger Federer | Andreas Seppi Daniel Brands Dmitrij Tursunow Nikołaj Dawydienko     |
| 25 lutego | Dubai Duty Free Tennis Championships Dubaj ATP World Tour 500                   | Mahesh Bhupathi Michaël Llodra  | 7:6(6), 7:6(6)      | Robert Lindstedt Nenad Zimonjić        | Juan Martín del Potro Roger Federer | Andreas Seppi Daniel Brands Dmitrij Tursunow Nikołaj Dawydienko     |
| 25 lutego | Delray Beach International Tennis Championships Delray Beach ATP World Tour 250 | Ernests Gulbis                  | 7:6(3), 6:3         | Édouard Roger-Vasselin                 | John Isner Tommy Haas               | Kevin Anderson Ričardas Berankis Daniel Muñoz de la Nava Ivan Dodig |
| 25 lutego | Delray Beach International Tennis Championships Delray Beach ATP World Tour 250 | James Blake Jack Sock           | 6:4, 6:4            | Maks Mirny Horia Tecău                 | John Isner Tommy Haas               | Kevin Anderson Ričardas Berankis Daniel Muñoz de la Nava Ivan Dodig |

## Marzec
| Data     | Turniej                                                   | Zwycięzcy                              | Wynik            | Finaliści                            | Półfinaliści                | Ćwierćfinaliści                                             |
| -------- | --------------------------------------------------------- | -------------------------------------- | ---------------- | ------------------------------------ | --------------------------- | ----------------------------------------------------------- |
| 4 marca  | BNP Paribas Open Indian Wells ATP World Tour Masters 1000 | Rafael Nadal                           | 4:6, 6:3, 6:4    | Juan Martín del Potro                | Novak Đoković Tomáš Berdych | Jo-Wilfried Tsonga Andy Murray Kevin Anderson Roger Federer |
| 4 marca  | BNP Paribas Open Indian Wells ATP World Tour Masters 1000 | Bob Bryan Mike Bryan                   | 6:3, 3:6, 10-6   | Treat Huey Jerzy Janowicz            | Novak Đoković Tomáš Berdych | Jo-Wilfried Tsonga Andy Murray Kevin Anderson Roger Federer |
| 18 marca | Sony Open Tennis Miami ATP World Tour Masters 1000        | Andy Murray                            | 2:6, 6:4, 7:6(1) | David Ferrer                         | Tommy Haas Richard Gasquet  | Gilles Simon Jürgen Melzer Tomáš Berdych Marin Čilić        |
| 18 marca | Sony Open Tennis Miami ATP World Tour Masters 1000        | Aisam-ul-Haq Qureshi Jean-Julien Rojer | 6:4, 6:1         | Mariusz Fyrstenberg Marcin Matkowski | Tommy Haas Richard Gasquet  | Gilles Simon Jürgen Melzer Tomáš Berdych Marin Čilić        |

## Kwiecień
| Data        | Turniej                                                           | Zwycięzcy                        | Wynik              | Finaliści                              | Półfinaliści                       | Ćwierćfinaliści                                                     |
| ----------- | ----------------------------------------------------------------- | -------------------------------- | ------------------ | -------------------------------------- | ---------------------------------- | ------------------------------------------------------------------- |
| 8 kwietnia  | US Men’s Clay Court Championships Houston ATP World Tour 250      | John Isner                       | 6:3, 7:5           | Nicolás Almagro                        | Rhyne Williams Juan Mónaco         | Paolo Lorenzi Rubén Ramírez Hidalgo Robby Ginepri Ričardas Berankis |
| 8 kwietnia  | US Men’s Clay Court Championships Houston ATP World Tour 250      | Jamie Murray John Peers          | 1:6, 7:6(3), 12-10 | Bob Bryan Mike Bryan                   | Rhyne Williams Juan Mónaco         | Paolo Lorenzi Rubén Ramírez Hidalgo Robby Ginepri Ričardas Berankis |
| 8 kwietnia  | Grand Prix Hassan II Casablanca ATP World Tour 250                | Tommy Robredo                    | 7:6(6), 4:6, 6:3   | Kevin Anderson                         | Stanislas Wawrinka Martin Kližan   | Guillermo García-López Benoît Paire Robin Haase Grega Žemlja        |
| 8 kwietnia  | Grand Prix Hassan II Casablanca ATP World Tour 250                | Julian Knowle Filip Polášek      | 6:3, 6:2           | Dustin Brown Christopher Kas           | Stanislas Wawrinka Martin Kližan   | Guillermo García-López Benoît Paire Robin Haase Grega Žemlja        |
| 15 kwietnia | Monte-Carlo Rolex Masters Monte Carlo ATP World Tour Masters 1000 | Novak Đoković                    | 6:2, 7:6(1)        | Rafael Nadal                           | Fabio Fognini Jo-Wilfried Tsonga   | Jarkko Nieminen Richard Gasquet Grigor Dimitrow Stanislas Wawrinka  |
| 15 kwietnia | Monte-Carlo Rolex Masters Monte Carlo ATP World Tour Masters 1000 | Julien Benneteau Nenad Zimonjić  | 4:6, 7:6(4), 14-12 | Bob Bryan Mike Bryan                   | Fabio Fognini Jo-Wilfried Tsonga   | Jarkko Nieminen Richard Gasquet Grigor Dimitrow Stanislas Wawrinka  |
| 22 kwietnia | Barcelona Open Banc Sabadell Barcelona ATP World Tour 500         | Rafael Nadal                     | 6:4, 6:3           | Nicolás Almagro                        | Philipp Kohlschreiber Milos Raonic | Thomaz Bellucci Juan Mónaco Tommy Robredo Albert Ramos              |
| 22 kwietnia | Barcelona Open Banc Sabadell Barcelona ATP World Tour 500         | Alexander Peya Bruno Soares      | 5:7, 7:6(7), 10-4  | Robert Lindstedt Daniel Nestor         | Philipp Kohlschreiber Milos Raonic | Thomaz Bellucci Juan Mónaco Tommy Robredo Albert Ramos              |
| 22 kwietnia | BRD Năstase Ţiriac Trophy Bukareszt ATP World Tour 250            | Lukáš Rosol                      | 6:3, 6:2           | Guillermo García-López                 | Florian Mayer Gilles Simon         | Janko Tipsarević Victor Hănescu Viktor Troicki Daniel Brands        |
| 22 kwietnia | BRD Năstase Ţiriac Trophy Bukareszt ATP World Tour 250            | Maks Mirny Horia Tecău           | 4:6, 6:4, 10-6     | Lukáš Dlouhý Oliver Marach             | Florian Mayer Gilles Simon         | Janko Tipsarević Victor Hănescu Viktor Troicki Daniel Brands        |
| 29 kwietnia | Portugal Open Oeiras ATP World Tour 250                           | Stanislas Wawrinka               | 6:1, 6:4           | David Ferrer                           | Andreas Seppi Pablo Carreño-Busta  | Victor Hănescu Tommy Robredo Fabio Fognini Gastão Elias             |
| 29 kwietnia | Portugal Open Oeiras ATP World Tour 250                           | Santiago González Scott Lipsky   | 6:3, 4:6, 10-7     | Aisam-ul-Haq Qureshi Jean-Julien Rojer | Andreas Seppi Pablo Carreño-Busta  | Victor Hănescu Tommy Robredo Fabio Fognini Gastão Elias             |
| 29 kwietnia | BMW Open Monachium ATP World Tour 250                             | Tommy Haas                       | 6:3, 7:6(3)        | Philipp Kohlschreiber                  | Daniel Brands Ivan Dodig           | Janko Tipsarević Viktor Troicki Florian Mayer Ołeksandr Dołhopołow  |
| 29 kwietnia | BMW Open Monachium ATP World Tour 250                             | Jarkko Nieminen Dmitrij Tursunow | 6:1, 6:4           | Markos Pagdatis Eric Butorac           | Daniel Brands Ivan Dodig           | Janko Tipsarević Viktor Troicki Florian Mayer Ołeksandr Dołhopołow  |

## Maj
| Data    | Turniej                                                      | Zwycięzcy                     | Wynik            | Finaliści                         | Półfinaliści                         | Ćwierćfinaliści                                             |
| ------- | ------------------------------------------------------------ | ----------------------------- | ---------------- | --------------------------------- | ------------------------------------ | ----------------------------------------------------------- |
| 6 maja  | Mutua Madrid Open Madryt ATP World Tour Masters 1000         | Rafael Nadal                  | 6:2, 6:4         | Stanislas Wawrinka                | Tomáš Berdych Pablo Andújar          | Jo-Wilfried Tsonga Andy Murray David Ferrer Kei Nishikori   |
| 6 maja  | Mutua Madrid Open Madryt ATP World Tour Masters 1000         | Bob Bryan Mike Bryan          | 6:2, 6:3         | Alexander Peya Bruno Soares       | Tomáš Berdych Pablo Andújar          | Jo-Wilfried Tsonga Andy Murray David Ferrer Kei Nishikori   |
| 13 maja | Internazionali BNL d’Italia Rzym ATP World Tour Masters 1000 | Rafael Nadal                  | 6:1, 6:3         | Roger Federer                     | Tomáš Berdych Benoît Paire           | Novak Đoković David Ferrer Marcel Granollers Jerzy Janowicz |
| 13 maja | Internazionali BNL d’Italia Rzym ATP World Tour Masters 1000 | Bob Bryan Mike Bryan          | 6:2, 6:3         | Mahesh Bhupathi Rohan Bopanna     | Tomáš Berdych Benoît Paire           | Novak Đoković David Ferrer Marcel Granollers Jerzy Janowicz |
| 20 maja | Power Horse Cup Düsseldorf ATP World Tour 250                | Juan Mónaco                   | 6:4, 6:3         | Jarkko Nieminen                   | Guido Pella Igor Sijsling            | Viktor Troicki Tobias Kamke Jan Hájek Tommy Haas            |
| 20 maja | Power Horse Cup Düsseldorf ATP World Tour 250                | Andre Begemann Martin Emmrich | 7:5, 6:2         | Treat Huey Dominic Inglot         | Guido Pella Igor Sijsling            | Viktor Troicki Tobias Kamke Jan Hájek Tommy Haas            |
| 20 maja | Open de Nice Côte d’Azur Nicea ATP World Tour 250            | Albert Montañés               | 6:0, 7:6(3)      | Gaël Monfils                      | Édouard Roger-Vasselin Pablo Andújar | Paul-Henri Mathieu Sam Querrey Robin Haase Gilles Simon     |
| 20 maja | Open de Nice Côte d’Azur Nicea ATP World Tour 250            | Johan Brunström Raven Klaasen | 6:3, 6:2         | Juan Sebastián Cabal Robert Farah | Édouard Roger-Vasselin Pablo Andújar | Paul-Henri Mathieu Sam Querrey Robin Haase Gilles Simon     |
| 27 maja | Roland Garros Paryż Wielki Szlem                             | Rafael Nadal                  | 6:3, 6:2, 6:3    | David Ferrer                      | Novak Đoković Jo-Wilfried Tsonga     | Tommy Haas Stanislas Wawrinka Tommy Robredo Roger Federer   |
| 27 maja | Roland Garros Paryż Wielki Szlem                             | Bob Bryan Mike Bryan          | 6:4, 4:6, 7:6(4) | Michaël Llodra Nicolas Mahut      | Novak Đoković Jo-Wilfried Tsonga     | Tommy Haas Stanislas Wawrinka Tommy Robredo Roger Federer   |

## Czerwiec
| Data       | Turniej                                           | Zwycięzcy                      | Wynik               | Finaliści                        | Półfinaliści                          | Ćwierćfinaliści                                                   |
| ---------- | ------------------------------------------------- | ------------------------------ | ------------------- | -------------------------------- | ------------------------------------- | ----------------------------------------------------------------- |
| 10 czerwca | Gerry Weber Open Halle ATP World Tour 250         | Roger Federer                  | 6:7(5), 6:3, 6:4    | Michaił Jużny                    | Tommy Haas Richard Gasquet            | Mischa Zverev Gaël Monfils Philipp Kohlschreiber Florian Mayer    |
| 10 czerwca | Gerry Weber Open Halle ATP World Tour 250         | Santiago González Scott Lipsky | 6:2, 7:6(3)         | Daniele Bracciali Jonatan Erlich | Tommy Haas Richard Gasquet            | Mischa Zverev Gaël Monfils Philipp Kohlschreiber Florian Mayer    |
| 10 czerwca | Aegon Championships Londyn ATP World Tour 250     | Andy Murray                    | 5:7, 7:5, 6:3       | Marin Čilić                      | Jo-Wilfried Tsonga Lleyton Hewitt     | Benjamin Becker Denis Kudla Juan Martín del Potro Tomáš Berdych   |
| 10 czerwca | Aegon Championships Londyn ATP World Tour 250     | Bob Bryan Mike Bryan           | 4:6, 7:5, 10-3      | Alexander Peya Bruno Soares      | Jo-Wilfried Tsonga Lleyton Hewitt     | Benjamin Becker Denis Kudla Juan Martín del Potro Tomáš Berdych   |
| 17 czerwca | Topshelf Open ’s-Hertogenbosch ATP World Tour 250 | Nicolas Mahut                  | 6:3, 6:4            | Stanislas Wawrinka               | Xavier Malisse Guillermo García-López | Roberto Bautista-Agut Jewgienij Donskoj Jan Hernych Jérémy Chardy |
| 17 czerwca | Topshelf Open ’s-Hertogenbosch ATP World Tour 250 | Maks Mirny Horia Tecău         | 6:3, 7:6(4)         | Andre Begemann Martin Emmrich    | Xavier Malisse Guillermo García-López | Roberto Bautista-Agut Jewgienij Donskoj Jan Hernych Jérémy Chardy |
| 17 czerwca | AEGON International Eastbourne ATP World Tour 250 | Feliciano López                | 7:6(2), 6:7(5), 6:0 | Gilles Simon                     | Ivan Dodig Andreas Seppi              | Fabio Fognini Fernando Verdasco Radek Štěpánek Bernard Tomic      |
| 17 czerwca | AEGON International Eastbourne ATP World Tour 250 | Alexander Peya Bruno Soares    | 3:6, 6:3, 10-8      | Colin Fleming Jonathan Marray    | Ivan Dodig Andreas Seppi              | Fabio Fognini Fernando Verdasco Radek Štěpánek Bernard Tomic      |
| 24 czerwca | Wimbledon Londyn Wielki Szlem                     | Andy Murray                    | 6:4, 7:5, 6:4       | Novak Đoković                    | Juan Martín del Potro Jerzy Janowicz  | Tomáš Berdych David Ferrer Łukasz Kubot Fernando Verdasco         |
| 24 czerwca | Wimbledon Londyn Wielki Szlem                     | Bob Bryan Mike Bryan           | 3:6, 6:3, 6:4, 6:4  | Ivan Dodig Marcelo Melo          | Juan Martín del Potro Jerzy Janowicz  | Tomáš Berdych David Ferrer Łukasz Kubot Fernando Verdasco         |

## Lipiec
| Data     | Turniej                                                                   | Zwycięzcy                            | Wynik                  | Finaliści                            | Półfinaliści                         | Ćwierćfinaliści                                                     |
| -------- | ------------------------------------------------------------------------- | ------------------------------------ | ---------------------- | ------------------------------------ | ------------------------------------ | ------------------------------------------------------------------- |
| 8 lipca  | Hall of Fame Tennis Championships Newport ATP World Tour 250              | Nicolas Mahut                        | 5:7, 7:5, 6:3          | Lleyton Hewitt                       | Michael Russell John Isner           | Michał Przysiężny Igor Sijsling Jan Hernych Ivo Karlović            |
| 8 lipca  | Hall of Fame Tennis Championships Newport ATP World Tour 250              | Nicolas Mahut Édouard Roger-Vasselin | 6:7(4), 6:2, 10-5      | Tim Smyczek Rhyne Williams           | Michael Russell John Isner           | Michał Przysiężny Igor Sijsling Jan Hernych Ivo Karlović            |
| 8 lipca  | SkiStar Swedish Open Båstad ATP World Tour 250                            | Carlos Berlocq                       | 7:5, 6:1               | Fernando Verdasco                    | Grigor Dimitrow Thiemo de Bakker     | Tomáš Berdych Albert Ramos Juan Mónaco Nicolás Almagro              |
| 8 lipca  | SkiStar Swedish Open Båstad ATP World Tour 250                            | Nicholas Monroe Simon Stadler        | 6:2, 3:6, 10-3         | Carlos Berlocq Albert Ramos          | Grigor Dimitrow Thiemo de Bakker     | Tomáš Berdych Albert Ramos Juan Mónaco Nicolás Almagro              |
| 8 lipca  | MercedesCup Stuttgart ATP World Tour 250                                  | Fabio Fognini                        | 5:7, 6:4, 6:4          | Philipp Kohlschreiber                | Roberto Bautista-Agut Victor Hănescu | Tommy Haas Michael Berrer Benoît Paire Gaël Monfils                 |
| 8 lipca  | MercedesCup Stuttgart ATP World Tour 250                                  | Facundo Bagnis Thomaz Bellucci       | 2:6, 6:4, 11-9         | Tomasz Bednarek Mateusz Kowalczyk    | Roberto Bautista-Agut Victor Hănescu | Tommy Haas Michael Berrer Benoît Paire Gaël Monfils                 |
| 15 lipca | Claro Open Colombia Bogota ATP World Tour 250                             | Ivo Karlović                         | 6:3, 7:6(4)            | Alejandro Falla                      | Vasek Pospisil Kevin Anderson        | Janko Tipsarević Matteo Viola Adrian Mannarino Santiago Giraldo     |
| 15 lipca | Claro Open Colombia Bogota ATP World Tour 250                             | Purav Raja Divij Sharan              | 7:6(4), 7:6(3)         | Édouard Roger-Vasselin Igor Sijsling | Vasek Pospisil Kevin Anderson        | Janko Tipsarević Matteo Viola Adrian Mannarino Santiago Giraldo     |
| 15 lipca | Bet-at-home Open – German Tennis Championships Hamburg ATP World Tour 500 | Fabio Fognini                        | 4:6, 7:6(8), 6:2       | Federico Delbonis                    | Roger Federer Nicolás Almagro        | Florian Mayer Fernando Verdasco Juan Mónaco Tommy Haas              |
| 15 lipca | Bet-at-home Open – German Tennis Championships Hamburg ATP World Tour 500 | Mariusz Fyrstenberg Marcin Matkowski | 3:6, 6:1, 10-8         | Alexander Peya Bruno Soares          | Roger Federer Nicolás Almagro        | Florian Mayer Fernando Verdasco Juan Mónaco Tommy Haas              |
| 22 lipca | BB&T Atlanta Open Atlanta ATP World Tour 250                              | John Isner                           | 6:7(3), 7:6(2), 7:6(2) | Kevin Anderson                       | Lleyton Hewitt Ryan Harrison         | James Blake Ivan Dodig Santiago Giraldo Denis Istomin               |
| 22 lipca | BB&T Atlanta Open Atlanta ATP World Tour 250                              | Édouard Roger-Vasselin Igor Sijsling | 7:6(6), 6:3            | Colin Fleming Jonathan Marray        | Lleyton Hewitt Ryan Harrison         | James Blake Ivan Dodig Santiago Giraldo Denis Istomin               |
| 22 lipca | ATP Vegeta Croatia Open Umag Umag ATP World Tour 250                      | Tommy Robredo                        | 6:0, 6:3               | Fabio Fognini                        | Gaël Monfils Andreas Seppi           | Albert Montañés Martin Kližan Aljaž Bedene Horacio Zeballos         |
| 22 lipca | ATP Vegeta Croatia Open Umag Umag ATP World Tour 250                      | Martin Kližan David Marrero          | 6:1, 5:7, 10-7         | Nicholas Monroe Simon Stadler        | Gaël Monfils Andreas Seppi           | Albert Montañés Martin Kližan Aljaž Bedene Horacio Zeballos         |
| 22 lipca | Crédit Agricole Suisse Open Gstaad Gstaad ATP World Tour 250              | Michaił Jużny                        | 6:3, 6:4               | Robin Haase                          | Victor Hănescu Feliciano López       | Daniel Brands Juan Mónaco Marcel Granollers Stanislas Wawrinka      |
| 22 lipca | Crédit Agricole Suisse Open Gstaad Gstaad ATP World Tour 250              | Jamie Murray John Peers              | 6:3, 6:4               | Pablo Andújar Guillermo García-López | Victor Hănescu Feliciano López       | Daniel Brands Juan Mónaco Marcel Granollers Stanislas Wawrinka      |
| 29 lipca | Citi Open Waszyngton ATP World Tour 500                                   | Juan Martín del Potro                | 3:6, 6:1, 6:2          | John Isner                           | Tommy Haas Dmitrij Tursunow          | Kevin Anderson Grigor Dimitrow Marinko Matošević Markos Pagdatis    |
| 29 lipca | Citi Open Waszyngton ATP World Tour 500                                   | Julien Benneteau Nenad Zimonjić      | 7:6(5), 7:5            | Mardy Fish Radek Štěpánek            | Tommy Haas Dmitrij Tursunow          | Kevin Anderson Grigor Dimitrow Marinko Matošević Markos Pagdatis    |
| 29 lipca | bet-at-home Cup Kitzbühel Kitzbühel ATP World Tour 250                    | Marcel Granollers                    | 0:6, 7:6(3), 6:4       | Juan Mónaco                          | Robin Haase Albert Montañés          | Leonardo Mayer Fernando Verdasco Dominic Thiem Daniel Gimeno-Traver |
| 29 lipca | bet-at-home Cup Kitzbühel Kitzbühel ATP World Tour 250                    | Martin Emmrich Christopher Kas       | 6:4, 6:3               | František Čermák Lukáš Dlouhý        | Robin Haase Albert Montañés          | Leonardo Mayer Fernando Verdasco Dominic Thiem Daniel Gimeno-Traver |

## Sierpień
| Data        | Turniej                                                        | Zwycięzcy                   | Wynik              | Finaliści                    | Półfinaliści                        | Ćwierćfinaliści                                                     |
| ----------- | -------------------------------------------------------------- | --------------------------- | ------------------ | ---------------------------- | ----------------------------------- | ------------------------------------------------------------------- |
| 5 sierpnia  | Rogers Cup Montreal ATP World Tour Masters 1000                | Rafael Nadal                | 6:2, 6:2           | Milos Raonic                 | Novak Đoković Vasek Pospisil        | Richard Gasquet Marinko Matošević Nikołaj Dawydienko Ernests Gulbis |
| 5 sierpnia  | Rogers Cup Montreal ATP World Tour Masters 1000                | Alexander Peya Bruno Soares | 6:4, 7:6(4)        | Colin Fleming Andy Murray    | Novak Đoković Vasek Pospisil        | Richard Gasquet Marinko Matošević Nikołaj Dawydienko Ernests Gulbis |
| 12 sierpnia | Western & Southern Open Cincinnati ATP World Tour Masters 1000 | Rafael Nadal                | 7:6(8), 7:6(3)     | John Isner                   | Juan Martín del Potro Tomáš Berdych | Novak Đoković Dmitrij Tursunow Roger Federer Andy Murray            |
| 12 sierpnia | Western & Southern Open Cincinnati ATP World Tour Masters 1000 | Bob Bryan Mike Bryan        | 6:4, 4:6, 10-4     | Marcel Granollers Marc López | Juan Martín del Potro Tomáš Berdych | Novak Đoković Dmitrij Tursunow Roger Federer Andy Murray            |
| 19 sierpnia | Winston-Salem Open Winston-Salem ATP World Tour 250            | Jürgen Melzer               | 6:3, 2:1 krecz     | Gaël Monfils                 | Sam Querrey Ołeksandr Dołhopołow    | Ričardas Berankis Dmitrij Tursunow Fernando Verdasco Lu Yen-hsun    |
| 19 sierpnia | Winston-Salem Open Winston-Salem ATP World Tour 250            | Daniel Nestor Leander Paes  | 7:6(10), 7:5       | Treat Huey Dominic Inglot    | Sam Querrey Ołeksandr Dołhopołow    | Ričardas Berankis Dmitrij Tursunow Fernando Verdasco Lu Yen-hsun    |
| 26 sierpnia | US Open Nowy Jork Wielki Szlem                                 | Rafael Nadal                | 6:2, 3:6, 6:4, 6:1 | Novak Đoković                | Stanislas Wawrinka Richard Gasquet  | Michaił Jużny Andy Murray David Ferrer Tommy Robredo                |
| 26 sierpnia | US Open Nowy Jork Wielki Szlem                                 | Leander Paes Radek Štěpánek | 6:1, 6:3           | Alexander Peya Bruno Soares  | Stanislas Wawrinka Richard Gasquet  | Michaił Jużny Andy Murray David Ferrer Tommy Robredo                |

## Wrzesień
| Data        | Turniej                                                          | Zwycięzcy                            | Wynik          | Finaliści                        | Półfinaliści                     | Ćwierćfinaliści                                                  |
| ----------- | ---------------------------------------------------------------- | ------------------------------------ | -------------- | -------------------------------- | -------------------------------- | ---------------------------------------------------------------- |
| 16 września | Moselle Open Metz ATP World Tour 250                             | Gilles Simon                         | 6:4, 6:3       | Jo-Wilfried Tsonga               | Florian Mayer Nicolas Mahut      | Tobias Kamke Carlos Berlocq Benjamin Becker Sam Querrey          |
| 16 września | Moselle Open Metz ATP World Tour 250                             | Johan Brunström Raven Klaasen        | 6:4, 7:6(5)    | Nicolas Mahut Jo-Wilfried Tsonga | Florian Mayer Nicolas Mahut      | Tobias Kamke Carlos Berlocq Benjamin Becker Sam Querrey          |
| 16 września | St. Petersburg Open Petersburg ATP World Tour 250                | Ernests Gulbis                       | 3:6, 6:4, 6:0  | Guillermo García-López           | Michał Przysiężny João Sousa     | Lukáš Rosol Roberto Bautista-Agut Dmitrij Tursunow Denis Istomin |
| 16 września | St. Petersburg Open Petersburg ATP World Tour 250                | David Marrero Fernando Verdasco      | 7:6(6), 6:3    | Dominic Inglot Denis Istomin     | Michał Przysiężny João Sousa     | Lukáš Rosol Roberto Bautista-Agut Dmitrij Tursunow Denis Istomin |
| 23 września | Malaysian Open, Kuala Lumpur Kuala Lumpur ATP World Tour 250     | João Sousa                           | 2:6, 7:5, 6:4  | Julien Benneteau                 | Jürgen Melzer Stanislas Wawrinka | David Ferrer Federico Delbonis Adrian Mannarino Dmitrij Tursunow |
| 23 września | Malaysian Open, Kuala Lumpur Kuala Lumpur ATP World Tour 250     | Eric Butorac Raven Klaasen           | 6:2, 6:4       | Pablo Cuevas Horacio Zeballos    | Jürgen Melzer Stanislas Wawrinka | David Ferrer Federico Delbonis Adrian Mannarino Dmitrij Tursunow |
| 23 września | Thailand Open Bangkok ATP World Tour 250                         | Milos Raonic                         | 7:6(4), 6:3    | Tomáš Berdych                    | Gilles Simon Richard Gasquet     | Lu Yen-hsun Igor Sijsling Feliciano López Michaił Jużny          |
| 23 września | Thailand Open Bangkok ATP World Tour 250                         | Jamie Murray John Peers              | 6:3, 3:6, 10-6 | Tomasz Bednarek Johan Brunström  | Gilles Simon Richard Gasquet     | Lu Yen-hsun Igor Sijsling Feliciano López Michaił Jużny          |
| 30 września | China Open Pekin ATP World Tour 500                              | Novak Đoković                        | 6:3, 6:4       | Rafael Nadal                     | Richard Gasquet Tomáš Berdych    | Sam Querrey David Ferrer John Isner Fabio Fognini                |
| 30 września | China Open Pekin ATP World Tour 500                              | Maks Mirny Horia Tecău               | 6:4, 6:2       | Fabio Fognini Andreas Seppi      | Richard Gasquet Tomáš Berdych    | Sam Querrey David Ferrer John Isner Fabio Fognini                |
| 30 września | Rakuten Japan Open Tennis Championships Tokio ATP World Tour 500 | Juan Martín del Potro                | 7:6(5), 7:5    | Milos Raonic                     | Nicolás Almagro Ivan Dodig       | Ołeksandr Dołhopołow Kei Nishikori Lukáš Lacko Jarkko Nieminen   |
| 30 września | Rakuten Japan Open Tennis Championships Tokio ATP World Tour 500 | Rohan Bopanna Édouard Roger-Vasselin | 7:6(5), 6:4    | Jamie Murray John Peers          | Nicolás Almagro Ivan Dodig       | Ołeksandr Dołhopołow Kei Nishikori Lukáš Lacko Jarkko Nieminen   |

## Październik
| Data            | Turniej                                                     | Zwycięzcy                              | Wynik                 | Finaliści                       | Półfinaliści                          | Ćwierćfinaliści                                                             |
| --------------- | ----------------------------------------------------------- | -------------------------------------- | --------------------- | ------------------------------- | ------------------------------------- | --------------------------------------------------------------------------- |
| 7 października  | Shanghai Rolex Masters Szanghaj ATP World Tour Masters 1000 | Novak Đoković                          | 6:1, 3:6, 7:6(3)      | Juan Martín del Potro           | Jo-Wilfried Tsonga Rafael Nadal       | Gaël Monfils Florian Mayer Nicolás Almagro Stanislas Wawrinka               |
| 7 października  | Shanghai Rolex Masters Szanghaj ATP World Tour Masters 1000 | Ivan Dodig Marcelo Melo                | 7:6(2), 6:7(6), 10-2  | David Marrero Fernando Verdasco | Jo-Wilfried Tsonga Rafael Nadal       | Gaël Monfils Florian Mayer Nicolás Almagro Stanislas Wawrinka               |
| 14 października | If Stockholm Open Sztokholm ATP World Tour 250              | Grigor Dimitrow                        | 2:6, 6:3, 6:4         | David Ferrer                    | Ernests Gulbis Benoît Paire           | Fernando Verdasco Jerzy Janowicz Kenny de Schepper Milos Raonic             |
| 14 października | If Stockholm Open Sztokholm ATP World Tour 250              | Aisam-ul-Haq Qureshi Jean-Julien Rojer | 6:2, 6:2              | Jonas Björkman Robert Lindstedt | Ernests Gulbis Benoît Paire           | Fernando Verdasco Jerzy Janowicz Kenny de Schepper Milos Raonic             |
| 14 października | Kremlin Cup Moskwa ATP World Tour 250                       | Richard Gasquet                        | 4:6, 6:4, 6:4         | Michaił Kukuszkin               | Ivo Karlović Andreas Seppi            | Tejmuraz Gabaszwili Karen Chaczanow Andriej Gołubiew Édouard Roger-Vasselin |
| 14 października | Kremlin Cup Moskwa ATP World Tour 250                       | Michaił Jełgin Denis Istomin           | 6:2, 1:6, 14-12       | Ken Skupski Neal Skupski        | Ivo Karlović Andreas Seppi            | Tejmuraz Gabaszwili Karen Chaczanow Andriej Gołubiew Édouard Roger-Vasselin |
| 14 października | Erste Bank Open Wiedeń ATP World Tour 250                   | Tommy Haas                             | 6:3, 4:6, 6:4         | Robin Haase                     | Jo-Wilfried Tsonga Lukáš Rosol        | Dominic Thiem Fabio Fognini Ruben Bemelmans Radek Štěpánek                  |
| 14 października | Erste Bank Open Wiedeń ATP World Tour 250                   | Florin Mergea Lukáš Rosol              | 7:5, 6:4              | Julian Knowle Daniel Nestor     | Jo-Wilfried Tsonga Lukáš Rosol        | Dominic Thiem Fabio Fognini Ruben Bemelmans Radek Štěpánek                  |
| 21 października | Swiss Indoors Basel Bazylea ATP World Tour 500              | Juan Martín del Potro                  | 7:6(3), 2:6, 6:4      | Roger Federer                   | Édouard Roger-Vasselin Vasek Pospisil | Paul-Henri Mathieu Daniel Brands Grigor Dimitrow Ivan Dodig                 |
| 21 października | Swiss Indoors Basel Bazylea ATP World Tour 500              | Treat Huey Dominic Inglot              | 6:3, 3:6, 10-4        | Julian Knowle Oliver Marach     | Édouard Roger-Vasselin Vasek Pospisil | Paul-Henri Mathieu Daniel Brands Grigor Dimitrow Ivan Dodig                 |
| 21 października | Valencia Open 500 Walencja ATP World Tour 500               | Michaił Jużny                          | 6:3, 7:5              | David Ferrer                    | Nicolás Almagro Dmitrij Tursunow      | Jerzy Janowicz Fabio Fognini Jérémy Chardy Jarkko Nieminen                  |
| 21 października | Valencia Open 500 Walencja ATP World Tour 500               | Alexander Peya Bruno Soares            | 7:6(3), 6:7(1), 13-11 | Bob Bryan Mike Bryan            | Nicolás Almagro Dmitrij Tursunow      | Jerzy Janowicz Fabio Fognini Jérémy Chardy Jarkko Nieminen                  |
| 28 października | BNP Paribas Masters Paryż ATP World Tour Masters 1000       | Novak Đoković                          | 7:5, 7:5              | David Ferrer                    | Rafael Nadal Roger Federer            | Richard Gasquet Tomáš Berdych Juan Martín del Potro Stanislas Wawrinka      |
| 28 października | BNP Paribas Masters Paryż ATP World Tour Masters 1000       | Bob Bryan Mike Bryan                   | 6:3, 6:3              | Alexander Peya Bruno Soares     | Rafael Nadal Roger Federer            | Richard Gasquet Tomáš Berdych Juan Martín del Potro Stanislas Wawrinka      |

## Listopad
| Data        | Turniej                                            | Zwycięzcy                       | Wynik             | Finaliści            | Półfinaliści                     | Ćwierćfinaliści                                                  |
| ----------- | -------------------------------------------------- | ------------------------------- | ----------------- | -------------------- | -------------------------------- | ---------------------------------------------------------------- |
| 4 listopada | ATP World Tour Finals Londyn ATP World Tour Finals | Novak Đoković                   | 6:3, 6:4          | Rafael Nadal         | Roger Federer Stanislas Wawrinka | Tomáš Berdych David Ferrer Juan Martín del Potro Richard Gasquet |
| 4 listopada | ATP World Tour Finals Londyn ATP World Tour Finals | David Marrero Fernando Verdasco | 7:5, 6:7(3), 10-7 | Bob Bryan Mike Bryan | Roger Federer Stanislas Wawrinka | Tomáš Berdych David Ferrer Juan Martín del Potro Richard Gasquet |

## Wielki Szlem
| Turniej         | Gra pojedyncza | Gra podwójna                | Gra mieszana                      |
| Australian Open | Novak Đoković  | Bob Bryan Mike Bryan        | Matthew Ebden Jarmila Gajdošová   |
| French Open     | Rafael Nadal   | Bob Bryan Mike Bryan        | František Čermák Lucie Hradecká   |
| Wimbledon       | Andy Murray    | Bob Bryan Mike Bryan        | Kristina Mladenovic Daniel Nestor |
| US Open         | Rafael Nadal   | Leander Paes Radek Štěpánek | Andrea Hlaváčková Maks Mirny      |

## Wygrane turnieje
Stan na 11 listopada 2013.

### gra pojedyncza – klasyfikacja tenisistów
| Lp | Wygrane | Tenisista             | Państwo           |
| 1  | 10      | Rafael Nadal          | Hiszpania         |
| 2  | 7       | Novak Đoković         | Serbia            |
| 3  | 4       | Andy Murray           | Wielka Brytania   |
|    | 4       | Juan Martín del Potro | Argentyna         |
| 4  | 3       | Richard Gasquet       | Francja           |
| 5  | 2       | David Ferrer          | Hiszpania         |
|    | 2       | Nicolas Mahut         | Francja           |
|    | 2       | Fabio Fognini         | Włochy            |
|    | 2       | John Isner            | Stany Zjednoczone |
|    | 2       | Tommy Robredo         | Hiszpania         |
|    | 2       | Ernests Gulbis        | Łotwa             |
|    | 2       | Milos Raonic          | Kanada            |
|    | 2       | Tommy Haas            | Niemcy            |
|    | 2       | Michaił Jużny         | Rosja             |
| 6  | 1       | Janko Tipsarević      | Serbia            |
|    | 1       | Bernard Tomic         | Australia         |
|    | 1       | Marin Čilić           | Chorwacja         |
|    | 1       | Horacio Zeballos      | Argentyna         |
|    | 1       | Jo-Wilfried Tsonga    | Francja           |
|    | 1       | Kei Nishikori         | Japonia           |
|    | 1       | Lukáš Rosol           | Czechy            |
|    | 1       | Stanislas Wawrinka    | Szwajcaria        |
|    | 1       | Juan Mónaco           | Argentyna         |
|    | 1       | Albert Montañés       | Hiszpania         |
|    | 1       | Roger Federer         | Szwajcaria        |
|    | 1       | Feliciano López       | Hiszpania         |
|    | 1       | Carlos Berlocq        | Argentyna         |
|    | 1       | Ivo Karlović          | Chorwacja         |
|    | 1       | Marcel Granollers     | Hiszpania         |
|    | 1       | Jürgen Melzer         | Austria           |
|    | 1       | Gilles Simon          | Francja           |
|    | 1       | João Sousa            | Portugalia        |
|    | 1       | Grigor Dimitrow       | Bułgaria          |

### gra pojedyncza – klasyfikacja państw
| Lp | Państwo           | Turnieje |
| 1  | Hiszpania         | 17       |
| 2  | Serbia            | 8        |
| 3  | Francja           | 7        |
|    | Argentyna         | 7        |
| 4  | Wielka Brytania   | 4        |
| 5  | Szwajcaria        | 2        |
|    | Włochy            | 2        |
|    | Chorwacja         | 2        |
|    | Stany Zjednoczone | 2        |
|    | Łotwa             | 2        |
|    | Kanada            | 2        |
|    | Niemcy            | 2        |
|    | Rosja             | 2        |
| 6  | Australia         | 1        |
|    | Japonia           | 1        |
|    | Czechy            | 1        |
|    | Austria           | 1        |
|    | Portugalia        | 1        |
|    | Bułgaria          | 1        |

### gra podwójna – klasyfikacja tenisistów
| Lp | Wygrane | Tenisista              | Państwo           |
| 1  | 11      | Bob Bryan              | Stany Zjednoczone |
|    | 11      | Mike Bryan             | Stany Zjednoczone |
| 2  | 6       | Bruno Soares           | Brazylia          |
| 3  | 5       | Alexander Peya         | Austria           |
| 4  | 4       | David Marrero          | Hiszpania         |
| 5  | 3       | Nenad Zimonjić         | Serbia            |
|    | 3       | Jamie Murray           | Wielka Brytania   |
|    | 3       | John Peers             | Australia         |
|    | 3       | Raven Klaasen          | Południowa Afryka |
|    | 3       | Maks Mirny             | Białoruś          |
|    | 3       | Horia Tecău            | Rumunia           |
|    | 3       | Édouard Roger-Vasselin | Francja           |
| 6  | 2       | Colin Fleming          | Wielka Brytania   |
|    | 2       | Michaël Llodra         | Francja           |
|    | 2       | Julian Knowle          | Austria           |
|    | 2       | Filip Polášek          | Słowacja          |
|    | 2       | Santiago González      | Meksyk            |
|    | 2       | Scott Lipsky           | Stany Zjednoczone |
|    | 2       | Christopher Kas        | Niemcy            |
|    | 2       | Martin Emmrich         | Niemcy            |
|    | 2       | Julien Benneteau       | Francja           |
|    | 2       | Leander Paes           | Indie             |
|    | 2       | Johan Brunström        | Szwecja           |
|    | 2       | Rohan Bopanna          | Indie             |
|    | 2       | Marcelo Melo           | Brazylia          |
|    | 2       | Aisam-ul-Haq Qureshi   | Pakistan          |
|    | 2       | Jean-Julien Rojer      | Holandia          |
|    | 2       | Lukáš Rosol            | Czechy            |
|    | 2       | Fernando Verdasco      | Hiszpania         |
| 7  | 1       | Philipp Kohlschreiber  | Niemcy            |
|    | 1       | Benoît Paire           | Francja           |
|    | 1       | Stanislas Wawrinka     | Szwajcaria        |
|    | 1       | Tommy Robredo          | Hiszpania         |
|    | 1       | Marc Gicquel           | Francja           |
|    | 1       | Paolo Lorenzi          | Włochy            |
|    | 1       | Potito Starace         | Włochy            |
|    | 1       | Robert Lindstedt       | Szwecja           |
|    | 1       | Xavier Malisse         | Belgia            |
|    | 1       | Frank Moser            | Niemcy            |
|    | 1       | Simone Bolelli         | Włochy            |
|    | 1       | Fabio Fognini          | Włochy            |
|    | 1       | Łukasz Kubot           | Polska            |
|    | 1       | James Blake            | Stany Zjednoczone |
|    | 1       | Jack Sock              | Stany Zjednoczone |
|    | 1       | Mahesh Bhupathi        | Indie             |
|    | 1       | Jarkko Nieminen        | Finlandia         |
|    | 1       | Dmitrij Tursunow       | Rosja             |
|    | 1       | Andre Begemann         | Niemcy            |
|    | 1       | Nicholas Monroe        | Stany Zjednoczone |
|    | 1       | Simon Stadler          | Niemcy            |
|    | 1       | Facundo Bagnis         | Argentyna         |
|    | 1       | Thomaz Bellucci        | Brazylia          |
|    | 1       | Nicolas Mahut          | Francja           |
|    | 1       | Purav Raja             | Indie             |
|    | 1       | Divij Sharan           | Indie             |
|    | 1       | Mariusz Fyrstenberg    | Polska            |
|    | 1       | Marcin Matkowski       | Polska            |
|    | 1       | Igor Sijsling          | Holandia          |
|    | 1       | Martin Kližan          | Słowacja          |
|    | 1       | Daniel Nestor          | Kanada            |
|    | 1       | Radek Štěpánek         | Czechy            |
|    | 1       | Eric Butorac           | Stany Zjednoczone |
|    | 1       | Ivan Dodig             | Chorwacja         |
|    | 1       | Michaił Jełgin         | Rosja             |
|    | 1       | Denis Istomin          | Uzbekistan        |
|    | 1       | Florin Mergea          | Rumunia           |
|    | 1       | Treat Huey             | Filipiny          |
|    | 1       | Dominic Inglot         | Wielka Brytania   |

### gra podwójna – klasyfikacja państw
| Lp | Państwo           | Turnieje |
| 1  | Stany Zjednoczone | 28       |
| 2  | Francja           | 10       |
| 3  | Brazylia          | 9        |
| 4  | Niemcy            | 8        |
| 5  | Indie             | 7        |
|    | Wielka Brytania   | 7        |
|    | Hiszpania         | 7        |
| 6  | Austria           | 6        |
| 7  | Włochy            | 4        |
|    | Rumunia           | 4        |
| 8  | Polska            | 3        |
|    | Słowacja          | 3        |
|    | Serbia            | 3        |
|    | Szwecja           | 3        |
|    | Południowa Afryka | 3        |
|    | Australia         | 3        |
|    | Białoruś          | 3        |
|    | Holandia          | 3        |
|    | Czechy            | 3        |
| 9  | Meksyk            | 2        |
|    | Pakistan          | 2        |
|    | Rosja             | 2        |
| 10 | Szwajcaria        | 1        |
|    | Belgia            | 1        |
|    | Finlandia         | 1        |
|    | Argentyna         | 1        |
|    | Kanada            | 1        |
|    | Chorwacja         | 1        |
|    | Uzbekistan        | 1        |
|    | Filipiny          | 1        |

### ogólna klasyfikacja tenisistów
| Lp | Tenisista              | Singel | Debel | Mikst | Suma |
| 1  | Rafael Nadal           | 10     | 0     | 0     | 10   |
| 2  | Novak Đoković          | 7      | 0     | 0     | 7    |
| 3  | Andy Murray            | 4      | 0     | 0     | 4    |
|    | Juan Martín del Potro  | 4      | 0     | 0     | 4    |
| 4  | Richard Gasquet        | 3      | 0     | 0     | 3    |
| 5  | Nicolas Mahut          | 2      | 1     | 0     | 3    |
|    | Fabio Fognini          | 2      | 1     | 0     | 3    |
|    | Tommy Robredo          | 2      | 1     | 0     | 3    |
| 6  | David Ferrer           | 2      | 0     | 0     | 2    |
|    | John Isner             | 2      | 0     | 0     | 2    |
|    | Ernests Gulbis         | 2      | 0     | 0     | 2    |
|    | Milos Raonic           | 2      | 0     | 0     | 2    |
|    | Tommy Haas             | 2      | 0     | 0     | 2    |
|    | Michaił Jużny          | 2      | 0     | 0     | 2    |
| 7  | Lukáš Rosol            | 1      | 2     | 0     | 3    |
| 8  | Stanislas Wawrinka     | 1      | 1     | 0     | 2    |
| 9  | Janko Tipsarević       | 1      | 0     | 0     | 1    |
|    | Bernard Tomic          | 1      | 0     | 0     | 1    |
|    | Marin Čilić            | 1      | 0     | 0     | 1    |
|    | Horacio Zeballos       | 1      | 0     | 0     | 1    |
|    | Jo-Wilfried Tsonga     | 1      | 0     | 0     | 1    |
|    | Kei Nishikori          | 1      | 0     | 0     | 1    |
|    | Juan Mónaco            | 1      | 0     | 0     | 1    |
|    | Albert Montañés        | 1      | 0     | 0     | 1    |
|    | Roger Federer          | 1      | 0     | 0     | 1    |
|    | Feliciano López        | 1      | 0     | 0     | 1    |
|    | Carlos Berlocq         | 1      | 0     | 0     | 1    |
|    | Ivo Karlović           | 1      | 0     | 0     | 1    |
|    | Marcel Granollers      | 1      | 0     | 0     | 1    |
|    | Jürgen Melzer          | 1      | 0     | 0     | 1    |
|    | Gilles Simon           | 1      | 0     | 0     | 1    |
|    | João Sousa             | 1      | 0     | 0     | 1    |
|    | Grigor Dimitrow        | 1      | 0     | 0     | 1    |
| 10 | Bob Bryan              | 0      | 11    | 0     | 11   |
|    | Mike Bryan             | 0      | 11    | 0     | 11   |
| 11 | Bruno Soares           | 0      | 6     | 0     | 6    |
| 12 | Alexander Peya         | 0      | 5     | 0     | 5    |
| 13 | David Marrero          | 0      | 4     | 0     | 4    |
| 14 | Maks Mirny             | 0      | 3     | 1     | 4    |
| 15 | Nenad Zimonjić         | 0      | 3     | 0     | 3    |
|    | Jamie Murray           | 0      | 3     | 0     | 3    |
|    | John Peers             | 0      | 3     | 0     | 3    |
|    | Raven Klaasen          | 0      | 3     | 0     | 3    |
|    | Horia Tecău            | 0      | 3     | 0     | 3    |
|    | Édouard Roger-Vasselin | 0      | 3     | 0     | 3    |
| 16 | Colin Fleming          | 0      | 2     | 0     | 2    |
|    | Michaël Llodra         | 0      | 2     | 0     | 2    |
|    | Julian Knowle          | 0      | 2     | 0     | 2    |
|    | Filip Polášek          | 0      | 2     | 0     | 2    |
|    | Santiago González      | 0      | 2     | 0     | 2    |
|    | Scott Lipsky           | 0      | 2     | 0     | 2    |
|    | Christopher Kas        | 0      | 2     | 0     | 2    |
|    | Martin Emmrich         | 0      | 2     | 0     | 2    |
|    | Julien Benneteau       | 0      | 2     | 0     | 2    |
|    | Leander Paes           | 0      | 2     | 0     | 2    |
|    | Johan Brunström        | 0      | 2     | 0     | 2    |
|    | Rohan Bopanna          | 0      | 2     | 0     | 2    |
|    | Marcelo Melo           | 0      | 2     | 0     | 2    |
|    | Aisam-ul-Haq Qureshi   | 0      | 2     | 0     | 2    |
|    | Jean-Julien Rojer      | 0      | 2     | 0     | 2    |
|    | Fernando Verdasco      | 0      | 2     | 0     | 2    |
| 17 | Daniel Nestor          | 0      | 1     | 1     | 2    |
| 18 | Philipp Kohlschreiber  | 0      | 1     | 0     | 1    |
|    | Benoît Paire           | 0      | 1     | 0     | 1    |
|    | Marc Gicquel           | 0      | 1     | 0     | 1    |
|    | Paolo Lorenzi          | 0      | 1     | 0     | 1    |
|    | Potito Starace         | 0      | 1     | 0     | 1    |
|    | Robert Lindstedt       | 0      | 1     | 0     | 1    |
|    | Xavier Malisse         | 0      | 1     | 0     | 1    |
|    | Frank Moser            | 0      | 1     | 0     | 1    |
|    | Simone Bolelli         | 0      | 1     | 0     | 1    |
|    | Łukasz Kubot           | 0      | 1     | 0     | 1    |
|    | Mahesh Bhupathi        | 0      | 1     | 0     | 1    |
|    | James Blake            | 0      | 1     | 0     | 1    |
|    | Jack Sock              | 0      | 1     | 0     | 1    |
|    | Jarkko Nieminen        | 0      | 1     | 0     | 1    |
|    | Dmitrij Tursunow       | 0      | 1     | 0     | 1    |
|    | Andre Begemann         | 0      | 1     | 0     | 1    |
|    | Nicholas Monroe        | 0      | 1     | 0     | 1    |
|    | Simon Stadler          | 0      | 1     | 0     | 1    |
|    | Facundo Bagnis         | 0      | 1     | 0     | 1    |
|    | Thomaz Bellucci        | 0      | 1     | 0     | 1    |
|    | Purav Raja             | 0      | 1     | 0     | 1    |
|    | Divij Sharan           | 0      | 1     | 0     | 1    |
|    | Mariusz Fyrstenberg    | 0      | 1     | 0     | 1    |
|    | Marcin Matkowski       | 0      | 1     | 0     | 1    |
|    | Igor Sijsling          | 0      | 1     | 0     | 1    |
|    | Martin Kližan          | 0      | 1     | 0     | 1    |
|    | Radek Štěpánek         | 0      | 1     | 0     | 1    |
|    | Eric Butorac           | 0      | 1     | 0     | 1    |
|    | Ivan Dodig             | 0      | 1     | 0     | 1    |
|    | Florin Mergea          | 0      | 1     | 0     | 1    |
|    | Michaił Jełgin         | 0      | 1     | 0     | 1    |
|    | Denis Istomin          | 0      | 1     | 0     | 1    |
|    | Treat Huey             | 0      | 1     | 0     | 1    |
|    | Dominic Inglot         | 0      | 1     | 0     | 1    |
| 19 | Matthew Ebden          | 0      | 0     | 1     | 1    |
|    | František Čermák       | 0      | 0     | 1     | 1    |

### ogólna klasyfikacja państw
| Lp | Państwo           | Singel | Debel | Mikst | Suma |
| 1  | Hiszpania         | 17     | 7     | 0     | 24   |
| 2  | Serbia            | 8      | 3     | 0     | 11   |
| 3  | Francja           | 7      | 10    | 0     | 17   |
| 4  | Argentyna         | 7      | 1     | 0     | 8    |
| 5  | Wielka Brytania   | 4      | 7     | 0     | 11   |
| 6  | Stany Zjednoczone | 2      | 28    | 0     | 30   |
| 7  | Niemcy            | 2      | 8     | 0     | 10   |
| 8  | Włochy            | 2      | 4     | 0     | 6    |
| 9  | Rosja             | 2      | 2     | 0     | 4    |
| 10 | Kanada            | 2      | 1     | 1     | 4    |
| 11 | Szwajcaria        | 2      | 1     | 0     | 3    |
|    | Chorwacja         | 2      | 1     | 0     | 3    |
| 12 | Łotwa             | 2      | 0     | 0     | 2    |
| 13 | Austria           | 1      | 7     | 0     | 8    |
| 14 | Australia         | 1      | 3     | 1     | 5    |
|    | Czechy            | 1      | 3     | 1     | 5    |
| 15 | Japonia           | 1      | 0     | 0     | 1    |
|    | Portugalia        | 1      | 0     | 0     | 1    |
|    | Bułgaria          | 1      | 0     | 0     | 1    |
| 16 | Brazylia          | 0      | 8     | 0     | 8    |
| 17 | Indie             | 0      | 7     | 0     | 7    |
| 18 | Rumunia           | 0      | 4     | 0     | 4    |
| 19 | Białoruś          | 0      | 3     | 1     | 4    |
| 20 | Słowacja          | 0      | 3     | 0     | 3    |
|    | Polska            | 0      | 3     | 0     | 3    |
|    | Szwecja           | 0      | 3     | 0     | 3    |
|    | Południowa Afryka | 0      | 3     | 0     | 3    |
|    | Holandia          | 0      | 3     | 0     | 3    |
| 21 | Meksyk            | 0      | 2     | 0     | 2    |
|    | Pakistan          | 0      | 2     | 0     | 2    |
| 22 | Belgia            | 0      | 1     | 0     | 1    |
|    | Finlandia         | 0      | 1     | 0     | 1    |
|    | Uzbekistan        | 0      | 1     | 0     | 1    |
|    | Filipiny          | 0      | 1     | 0     | 1    |

## Obronione tytuły
- Andy Murray – Brisbane (singel)
- Bob Bryan – Sydney (debel), Australian Open (debel)
- Mike Bryan – Sydney (debel), Australian Open (debel)
- David Ferrer – Auckland (singel), Buenos Aires (singel)
- Novak Đoković – Australian Open (singel), Szanghaj (singel), Barclays ATP World Tour Finals 2013 (singel)
- Bruno Soares – São Paulo (debel), Walencja (debel)
- Nenad Zimonjić – Rotterdam (debel)
- Milos Raonic – San José (singel)
- Xavier Malisse – San José (debel)
- Mahesh Bhupathi – Dubaj (debel)
- David Marrero – Acapulco (debel)
- Rafael Nadal – Barcelona (singel), Rzym (singiel), Roland Garros (singiel)
- Horia Tecău – Bukareszt (debel), ’s-Hertogenbosch (debel)
- Juan Martín del Potro – Bazylea (singiel)
- Alexander Peya – Walencja (debel)